# Волкан-де-лос-Патос
Волка́н-де-лос-Па́тос (ісп. Volcán de los Patos), часто просто Лос-Патос (ісп. Los Patos) або Трес-Кебрадас (ісп. Tres Quebradas) — стратовулкан на кордоні Чилі та Аргентини біля перевалу Сан-Франсіско.
1936 року на схилах гори були знайдені рештки інків, яких було ймовірно принесено у жертву. Це робить можливим припущення, що на Волкан-де-лос-Патос відбувалися сходження ще у доколумбові часи. Перше достеменно відоме підкорення вершини було здійснене 1937 року польською експедицією у складі С. Осієцького, Й. Вояшніча, В. Париського, Й. Щепанського.